# Längjums landskommun
Längjums landskommun var en tidigare kommun i dåvarande Skaraborgs län.

## Administrativ historik
Kommunen inrättades i Längjums socken i Laske härad i Västergötland när 1862 års kommunalförordningar trädde i kraft. 
Vid kommunreformen 1952 uppgick landskommunen i Larvs landskommun som 1974 uppgick i  Vara kommun.